# ミクーリン AM-3

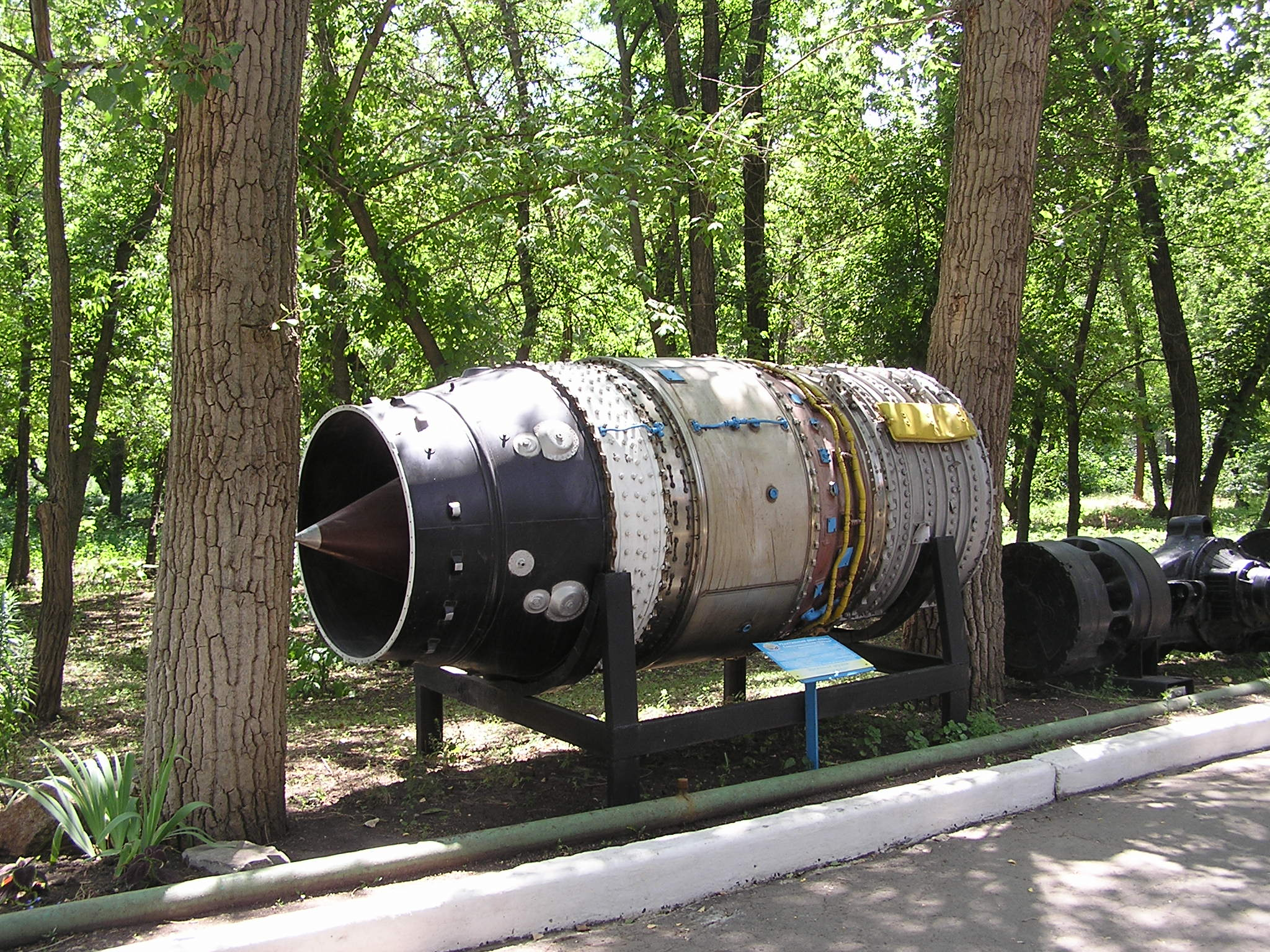
ミクーリン AM-3

ミクーリン AM-3（RD-3M）はソビエト連邦のアレクサンダー・ミクーリンが開発したターボジェットエンジンである。1952年から使用された。
1948年に強力なジェットエンジンとして開発が開始された。1947年に入手したロールス・ロイスのニーンとダーウェントを参考にしている。1949年半ばに開発が終了し、1950年から生産が始まった。
エンジンはツポレフTu-16とTu-104とM-4に搭載された。2段式の高圧タービンで圧縮機を駆動する。AM-3をスケールダウンしたAM-5(RD-5)が1950年に設計が完了し、1953年から生産された。Yak-25（後にツマンスキー RD-9に換装）とMiG-19の試作機に搭載された。

## 仕様
- 全長：5380mm
- 直径：1400mm
- 重量：3200kg
- 推力：85.3kN
- 圧縮比：8.2:1
- 最大空気流量：150kg/s
- 単位推力毎の燃料消費：0.932kg/(kN/h)
- タービン入り口温度：1130K

## AM-3の派生型
AM-3, AM-3A
初期生産型
AM-3D
M-4の派生型で推力 85.6 kN
AM-3M-200, AM-3M-500, AM-3M-500A
推力が 93.1 kNに増強
WP-8
中華人民共和国での AM-3 のコピー、推力91.3 kN で西安 H-6（ツポレフTu-16のライセンス生産機）に搭載された。

## AM-5の派生型
AM-5, AM-5A
最初の生産型、推力21.6 kN
AM-5F
推力増強型 26.5 kN （アフターバーナー付）（I-340に搭載）

## 文献
- Flieger Revue Extra Nr.18, Mikulin und die Baade-Bomber, S.28-39, ISSn 0941/889X